# Epicauta parvula
Epicauta parvula är en skalbaggsart som först beskrevs av Samuel Stehman Haldeman 1852.  Epicauta parvula ingår i släktet Epicauta och familjen oljebaggar. Inga underarter finns listade i Catalogue of Life.